# Janusz Wąsowski
Janusz Wąsowski (ur. 21 września 1945) – polski lekkoatleta specjalizujący się biegach długich, medalista mistrzostw Polski, trener.

## Kariera sportowa
Był zawodnikiem RKS Ursus i Budowlanych Kielce
W 1973 został wicemistrzem Polski w maratonie rozgrywanych w ramach maratonu w Dębnie (w klasyfikacji generalnej zajął 6. miejsce). Ponadto jeszcze pięciokrotnie znalazł się w pierwszej „szóstce“ podczas mistrzostw Polski na tym dystansie. W 1978 zwyciężył w maratonie w Szeged.
Po zakończeniu kariery zawodniczej pracował jako trener, jego zawodnikiem był Yared Shegumo, namówił też do biegania maratonów Wandę Panfil i Renatę Kokowską.
Rekordy życiowe:
- 10000 m: 29:37,8 (10.08.1973)
- maraton: 2:17:15 (20.08.1978)